# 多瑙河畔奥尔特
多瑙河畔奥尔特是奥地利下奥地利州根瑟恩多夫县的一个市镇。总面积33.41平方公里，总人口1990人，人口密度59.6人/平方公里（2005年）。